# ČSD-Baureihe M 120.3
Die ČSD-Baureihe M 120.3 waren zweiachsige Motortriebwagen der früheren Tschechoslowakischen Staatsbahnen (ČSD) für den Regionalverkehr. Sie waren die ersten normalspurigen Tatra-Turmtriebwagen.

## Geschichte
Gleichzeitig mit dem Schmalspurtriebwagen M 11.0 entstand mit diesem Fahrzeug eine normalspurige Variante der Turmtriebwagen. Sie wurden in drei Serien für den Betrieb auf Nebenbahnen beschafft, um hier den Betrieb schneller und konkurrenzfähiger zu gestalten. In den Jahren 1928 und 1929 wurden bei Tatra in Kopřivnice 26 Fahrzeuge gefertigt. Ein weiterer wurde 1930 bei Vagonka Studénka gebaut, so dass insgesamt 27 Fahrzeuge dieses Types entstanden.
Die Motorwagen der Reihe M 120.3 bewährten sich gut. Sie wurden bevorzugt auf Nebenstrecken mit wenig Verkehr eingesetzt.
Nach der Angliederung des Sudetenlandes an Deutschland im Herbst 1938 mussten 13 Triebwagen an die Deutsche Reichsbahn abgegeben werden. Sie erhielten die neuen Nummern 136 026 bis 136 038. Von Komotau (tschechisch Chomutov) und Bodenbach (tschechisch Děčín) aus wurden sie weiter auf ihren angestammten Strecken eingesetzt. Nach Ende des Zweiten Weltkrieges kamen alle Fahrzeuge wieder zu den ČSD.
Die Beschaffung der neuen Triebwagen der M 131.1 ab 1948 machte die Turmtriebwagen rasch entbehrlich. 1949 wurde der Letzte ausgesondert und verschrottet. Museal blieb kein Fahrzeug erhalten. Im Bahnhof Skalsko stand der Wagenkasten des M 120.324 nach seiner Ausmusterung als Lagerraum. Der stark zerstörte Wagenkasten wurde vom Pardubický spolek historie železniční dopravy (Pardubitzer Verein für Geschichte des Eisenbahnverkehrs) nach Pardubice geholt, wo eine Renovierung vorgesehen ist. Dafür stellt das tschechische Verkehrsministerium im Jahr 2022 Fördermittel in Höhe von 169.000 Kronen zur Verfügung.

## Technische Merkmale
Die Wagen besaßen einen 6-Zylinder-Viertakt-Ottomotor von Tatra. Der Motor war mittig im Fahrzeug eingebaut, darüber befand sich der Führerstand. In diesem „Turm“ saß der Lokführer mit den Füßen auf dem Motor. Die Kanzel auf dem Fahrzeugdach ermöglichte eine gute Streckensicht. An den Seiten des Turmes waren die Vorratsbehälter für Kühl- und Brennstoff angeordnet.
Die Fahrzeuge waren im Lieferzustand nicht mit Regelzug- und Stoßvorrichtungen versehen. Sie besaßen einfache Trichterkupplungen, ähnlich denen von Straßenbahnen. Ab 1930 wurden sie während einer Zwischenausbesserung mit Puffern und Schraubenkupplungen leichter Bauart nachgerüstet. 1938 war dieser Umbau abgeschlossen.
Die Eingangsschiebetür war seitlich in der Mitte, an den Stirnseiten waren Türen für den Übergang von Wagen zu Wagen. An den Stirnseiten waren Befestigungen für die Übergangsbrücke und Sicherungsketten.